# Ajara Nchout
Ajara Nchout Njoya, née le 12 janvier 1993 à Foumban plus précisement en Njissé, est une footballeuse camerounaise évoluant au poste d'attaquante. Elle mesure 172 cm, pèse 55 kg et son meilleur pied est le pied droit.

## Carrière

### Carrière en club
Ajara Nchout évolue à l'Ecole Franck Rollycek de Douala jusqu'en 2011, elle signe la même année à Sawa United Girls de Douala,avant de s'expatrier en Russie pour évoluer au FC Energiya Voronej. Joueuse du WFC Rossiyanka en Russie en 2013, puis de l'AS Police de Yaoundé de 2014 à 2015, elle est transférée au Western New York Flash en avril 2015.
Elle rejoint ensuite la Suède en 2016 pour évoluer avec le Sundsvalls DDF ; elle est élue meilleure joueuse de la saison 2016 du championnat suédois de deuxième division.
Au début de 2018, elle rejoint la Norvège et intègre le club IL Sandviken pour un contrat d’un an. En décembre 2018, à la suite de la CAN féminine au Ghana, elle annonce sa nouvelle collaboration avec Vålerenga, un autre club de première division en Norvège, ou elle devient vice-championne de Norvège,.
Après avoir résilié son contrat avec le club norvégien, elle s’engage avec le club espagnol, l’Atlético Madrid en janvier 2021. Dès son premier match avec les Rojiblancas, l’attaquante camerounaise s’est offerte un doublé et une passe décisive permettant à son équipe de gagner la finale de la Supercoupe d’Espagne contre Levante,.

### Carrière en sélection
Avec l'équipe du Cameroun féminine, elle dispute sa première compétition internationale en Afrique du Sud, lors du championnat d'Afrique 2010.
Elle est ensuite retenue dans la sélection qui dispute les Jeux olympiques de 2012. Lors du tournoi olympique organisé en Grande-Bretagne, elle joue trois matchs : contre le Brésil, la Grande-Bretagne, et la Nouvelle-Zélande. Il s'agit de trois défaites.
Elle dispute ensuite le championnat d'Afrique 2014, la Coupe du monde 2015, et la Coupe d'Afrique des nations 2016. Lors de la Coupe d'Afrique, le Cameroun s'incline à deux reprises en finale face au Nigeria.
Lors du mondial organisé au Canada, elle joue quatre matchs. Le Cameroun enregistre deux victoires, contre l'Équateur, et la Suisse. Lors de la compétition, Ajara Nchout inscrit un but contre le Japon.
Au Ghana, à l'occasion de la CAN féminine 2018, Ajara Nchout Njoya est élue femme du match de la demi-finale perdue face au Nigéria. En 2019, elle est de nouveau retenue dans la sélection nationale du Cameroun pour la Coupe du monde de football féminin. Elle marque deux buts contre la Nouvelle-Zélande le 20 juin 2019, dont le deuxième but sur un contre dans les dernières minutes du match. Elle joue ainsi un rôle décisif dans la qualification de son équipe nationale pour les huitièmes de finale,,.
Elle est appelée en équipe du Cameroun pour disputer la Coupe d'Afrique des nations 2022.

## Palmarès

### En club
Avec le WFC Rossiyanka
- Vice-championne de Russie en 2013

Avec le Vålerenga Fotball
- Championne de Norvège en 2020
- Vice-championne de Norvège en 2019
- Vainqueur de la Coupe de Norvège en 2020
- Finaliste de la Coupe de Norvège en 2018 et 2019

Avec l'Atlético de Madrid
- Vainqueur de la Supercoupe d'Espagne en 2021

### En sélection
Avec l'équipe du Cameroun
- Finaliste du Championnat d'Afrique 2014
- Finaliste de la Coupe d'Afrique des nations 2016
- Troisième de la Coupe d'Afrique des nations 2018

### Distinctions personnelles
- Meilleure buteuse du Championnat de Norvège en 2020 (10 buts)

## Convictions
Née dans la religion musulmane qui, prône pour le mariage de la fille à un age précoce, La footballeuse Camerounaise Nchout Ajara est motivée depuis toujours par son envie de lutter contre les mariages précoces auxquels sont victimes les jeunes filles de sa région. Pour elle, l'on devrait donner la possibilité aux jeunes filles d'étudier et de poursuivre leurs rêves.